# Back lever

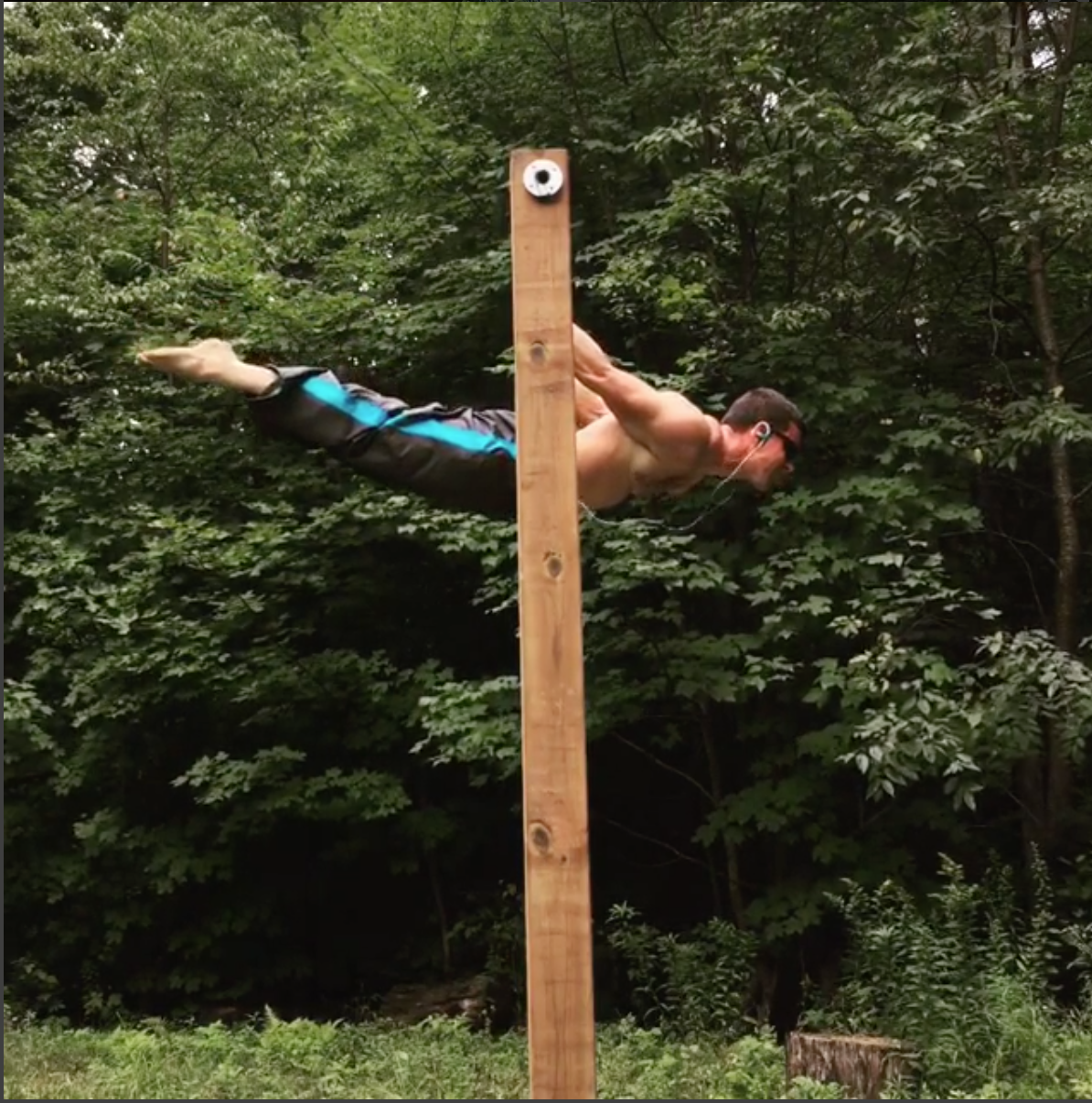
Back Lever

El Back lever es un ejercicio de calistenia que se realiza en las barras y ayuda al fortalecimiento de los músculos situados en el pectoral, bíceps, antebrazos, abdomen, lumbares y hombros. En su realización se muestra la resistencia muscular de cada uno de estos sectores del cuerpo predominando el hombro y el pecho.
El movimiento básicamente es "igual" visualmente que el Front lever pero en lugar de estar horizontal mirando hacia arriba, es mirando hacia abajo.
Tanto en anillas como en barra sólida. Esta figura es muy utilizada en la calistenia como en la gimnasia deportiva, como en las disciplinas urbanas aquel ejercicio depende de un gran dedicación ya que tienes que sacar la fuerza de los respectivos músculos que actúan en su realización.
Es recomendable seguir progresiones para este tipo de movimientos ya que son ejercicios muy lesivos si no se practican correctamente.
En la imagen podéis ver perfectamente lo que coloquialmente se conoce como back lever banana ya que esta ejecutando mal la técnica y puede lesionarse fácilmente el esternón.
Récord del mundo realizado por el español Joan Romero 73 segundos.

## Ejecución del movimiento y progresiones
Su correcta ejecución sería con las manos colocadas a la anchura de los hombros o un poco más abiertas aproximadamente, ayudándote mayormente de la fuerza de los hombros, pectoral y core (músculos abdominales, lumbares, de la pelvis, los glúteos y la musculatura profunda de la columna) para lograr obtener esa posición horizontal, así mismo, para evitar lesiones es importante realizar una activación escapular.
Es común comenzar a practicar el back lever partiendo de progresiones de menor a mayor dificultad. Se empezaría por el tuck back lever, seguido del advance tuck back lever (con sus piernas en ángulo recto), el back lever a una pierna y el straddle back lever (con piernas abiertas), aunque es posible incluir otras más. Los atletas más avanzados en este ejercicio lo podrían incluso realizar a una mano.